# Dylan Redy
Dylan Redy, né le 17 mars 1999 à Port-Louis, est un coureur cycliste mauricien.

## Biographie
Né à Port-Louis, Dylan Redy commence le cyclisme à l'âge de 11 ans, au Centre de Formation de Cyclisme à Belle Vue Maurel. Issu d'une famille de cyclistes, ses oncles Woodley et Alain Denie ont pratiqué ce sport, tout comme son frère aîné Didier et son cousin Steward Pharmasse.
En catégorie cadets, il se classe troisième du championnat de Maurice en 2014 et 2015. En 2016, il est champion de Maurice du contre-la-montre par équipes sous les couleurs du Faucon Flacq SC-KFC et deuxième du contre-la-montre juniors. 
En 2017, pour sa seconde année chez les juniors, il devient double champion de Maurice et participe aux championnats d'Afrique, où il se classe troisième du contre-la-montre par équipes, quatrième du contre-la-montre individuel et cinquième de la course en ligne. Sélectionné pour les mondiaux de Bergen, il se classe 65e du contre-la-montre puis abandonne lors de la course en ligne. Cette même année, il effectue un stage de trois mois au Centre mondial du cyclisme.
En 2018, il est notamment deuxième d'une étape du Tour de La Réunion. En 2019, il connait la consécration en devenant champion de Maurice chez les élites, le jour de ses 20 ans. Aux Jeux des îles de l'océan Indien, il remporte l'or dans le contre-la-montre par équipes avec ses compatriotes Grégory Lagane, Alexandre Mayer et Yannick Lincoln. Une semaine plus tard, il récolte l'argent sur la course en ligne, écrasée par l'équipe de Maurice.
En février 2020, il s'impose en solitaire sur le Circuit du Champ de Mars, qui inaugure la saison cycliste à Maurice.

## Palmarès
- 2014
  - 3e du championnat de Maurice sur route cadets
- 2015
  - 3e du championnat de Maurice sur route cadets
- 2016
  -  Champion de Maurice du contre-la-montre par équipes
  - 2e du championnat de Maurice du contre-la-montre juniors
- 2017
  -  Champion de Maurice sur route juniors
  -  Champion de Maurice du contre-la-montre juniors
  -  Médaillé de bronze du championnat d'Afrique du contre-la-montre par équipes juniors
- 2018
  - Prologue du Tour de La Réunion (contre-la-montre par équipes)
- 2019
  -  Champion de Maurice sur route
  -  Médaillé d'or du contre-la-montre par équipes aux Jeux des îles de l'océan Indien
  - Prologue du Tour de Maurice (contre-la-montre par équipes)
  - 2e du championnat de Maurice du contre-la-montre
  -  Médaillé d'argent de la course en ligne aux Jeux des îles de l'océan Indien
- 2020
  - Circuit du Champs de Mars
  - Snowy Criterium
  - Trophée des Grimpeurs
  - 2e du Tour de Maurice
  - 3e du championnat de Maurice sur route
- 2021
  - MaxiClean Cup
  - Grand Prix Moka Rangers (avec Christopher Lagane)
  - 2e du championnat de Maurice du contre-la-montre espoirs

## Classements mondiaux
| Année                                 | 2018  | 2019  | 2020  | 2021  | 2022  |
| ------------------------------------- | ----- | ----- | ----- | ----- | ----- |
| Classement mondial                    | 2440e | 1835e | 1102e | 1607e | 1455e |
| UCI Africa Tour                       | 184e  | 109e  | 40e   | 75e   | 80e   |
|                                       |       |       |       |       |       |
| Légende : nc = non classéSource : UCI |       |       |       |       |       |